# Лукавка (Свентокшиське воєводство)
Лукавка (пол. Łukawka) — село в Польщі, у гміні Войцеховиці Опатовського повіту Свентокшиського воєводства.
Населення — 85 осіб (2011).
У 1975-1998 роках село належало до Тарнобжезького воєводства.

## Демографія
Демографічна структура на день 31 березня 2011 року:
|          | Загалом | Допрацездатний вік | Працездатний вік | Постпрацездатний вік |
| -------- | ------- | ------------------ | ---------------- | -------------------- |
| Чоловіки | 41      | 10                 | 27               | 4                    |
| Жінки    | 44      | 8                  | 22               | 14                   |
| Разом    | 85      | 18                 | 49               | 18                   |